# ألان لايلي كوري جونيور
ألان لايلي كوري جونيور (بالإنجليزية: Alan Lyle Corey, Jr.)‏ هو لاعب البولو أمريكي، ولد في 6 فبراير 1917 في مانهاتن في الولايات المتحدة، وتوفي في 24 أغسطس 1998.